# Mohamed Amoura
Mohamed El Amine Amoura (Arabisch: محمد الأمين عمورة) (9 mei 2000) is een Algerijns voetballer die doorgaans speelt als aanvaller. Hij verruilde Union Sint-Gillis in juli 2025 voor VfL Wolfsburg, dat hem het seizoen daarvoor al huurde. In 2021 maakte Amoura zijn debuut in het Algerijns voetbalelftal.

## Clubcarrière
Amoura maakte op 17 februari 2020 zijn officiële debuut in het eerste elftal van ES Sétif: in de competitiewedstrijd tegen CA Bordj Bou Arreridj viel hij in de 83e minuut in. In de blessuretijd legde hij de 3-0-eindscore vast. In het seizoen 2020/21 scoorde hij vijftien competitiegoals voor Sétif. Het leverde hem een transfer op naar de Zwitserse eersteklasser FC Lugano. In zijn eerste seizoen scoorde hij er naast vijf competitiegoals ook een goal in de 2-1-bekerzege tegen BSC Young Boys. Die bekergoal was niet onbelangrijk, want mede hierdoor stroomde Lugano door naar de kwartfinale van de Zwitserse voetbalbeker. Op 15 mei 2022 won Lugano het bekertoernooi na een 4-1-zege tegen FC St. Gallen in de finale. In zijn tweede seizoen scoorde Amoura tien keer voor Lugano: acht keer in de competitie, twee keer in de Zwitserse voetbalbeker.
Amoura begon het seizoen 2023/24 met Lugano: op de openingsspeeldag van de Super League scoorde hij in de 0-3-zege tegen FC Stade Lausanne-Ouchy, op de tweede speeldag leverde hij de assist af voor het enige doelpunt in de 1-0-zege tegen FC St. Gallen. In augustus 2023 maakte hij evenwel de overstap naar de Belgische eersteklasser Union Sint-Gillis, die toen al uitgeloot was tegen Lugano in de play-offronde van de Europa League. De Algerijn ondertekende een vierjarig contract met optie op een extra seizoen in Brussel. Op 21 september 2023 opende Amoura zijn doelpuntenrekening voor Union: in het 1-1-gelijkspel tegen Toulouse FC op de eerste groepsspeeldag van de Europa League wiste hij als invaller het openingsdoelpunt van Thijs Dallinga uit. Drie dagen later kreeg Amoura zijn eerste basisplaats van trainer Alexander Blessin, de Algerijn bedankte door allebei de Brusselse doelpunten te scoren in de 0-2-competitiezege tegen Cercle Brugge. Amoura sloot zijn eerste maand bij Union af met een doelpunt in de Brusselse derby tegen RWDM op 28 september 2023.
In oktober 2023 was Amoura drie competitiewedstrijden op rij trefzeker als invaller. Tussen zijn vier invalbeurten in de competitie door kreeg Amoura die maand wel twee basisplaatsen in de Europa League, op Anfield tegen Liverpool FC en thuis tegen LASK. Op 5 november 2023 mocht hij voor het eerst sinds de derby tegen RWDM nog eens starten in de competitie, Amoura bedankte met twee doelpunten tegen Club Brugge. Het leverde Union een eerste thuiszege tegen Club Brugge sinds 1964 op. Op 9 mei 2024 veroverde hij met Union de Beker van België na een 1-0-zege tegen Antwerp. Amoura was in het seizoen 2023/24 uiteindelijk goed voor 22 goals en 7 assists in 45 matchen over alle competities heen.
Begin juli 2024 tekende Amoura een contract bij het Duitse VfL Wolfsburg uit de Bundesliga. Union ontving naar verluidt een transfersom van zo'n 17,5 miljoen euro.

## Interlandcarrière
Amoura maakte op 8 oktober 2021 zijn interlanddebuut voor Algerije: in de WK-kwalificatiewedstrijd tegen Niger (6-1-winst) liet bondscoach Djamel Belmadi hem in de 78e minuut invallen. Een paar maanden eerder, op 17 juni 2021, had hij vier doelpunten gemaakt voor Algerije A' (het Algerijns nationaal elftal voor spelers uit de eigen competitie) in een 5-1-zege tegen Liberia. Op 8 juni 2022 opende hij zijn doelpuntenrekening voor de nationale ploeg: in de Afrika Cup-kwalificatiewedstrijd tegen Tanzania legde hij in de 89e minuut de 0-2-eindscore vast.
| Interlands van Mohamed Amoura    | Interlands van Mohamed Amoura | Interlands van Mohamed Amoura | Interlands van Mohamed Amoura | Interlands van Mohamed Amoura | Interlands van Mohamed Amoura | Interlands van Mohamed Amoura |
| No.                              | Datum                         | Wedstrijd                     | Uitslag                       | Soort Wedstrijd               | Doelpunten                    |                               |
| Als speler bij FC Lugano         | Als speler bij FC Lugano      | Als speler bij FC Lugano      | Als speler bij FC Lugano      | Als speler bij FC Lugano      | Als speler bij FC Lugano      | Als speler bij FC Lugano      |
| -------------------------------- | ----------------------------- | ----------------------------- | ----------------------------- | ----------------------------- | ----------------------------- | ----------------------------- |
| 1.                               | 8 oktober 2021                | Algerije – Niger              | 6 – 1                         | Kwalificatie WK 2022          | -                             |                               |
| 2.                               | 12 oktober 2021               | Niger – Algerije              | 0 – 4                         | Kwalificatie WK 2022          | -                             |                               |
| 3.                               | 4 juni 2022                   | Algerije – Oeganda            | 2 – 0                         | Kwalificatie Afrika Cup 2023  | -                             |                               |
| 4.                               | 8 juni 2022                   | Tanzania – Algerije           | 0 – 2                         | Kwalificatie Afrika Cup 2023  | 89'                           |                               |
| 5.                               | 12 juni 2022                  | Iran – Algerije               | 1 – 2                         | Vriendschappelijk             | 82'                           |                               |
| 6.                               | 23 september 2022             | Algerije – Guinee             | 1 – 0                         | Vriendschappelijk             | -                             |                               |
| 7.                               | 27 september 2022             | Algerije – Nigeria            | 2 – 1                         | Vriendschappelijk             | -                             |                               |
| 8.                               | 16 november 2022              | Algerije – Mali               | 1 – 1                         | Vriendschappelijk             | -                             |                               |
| 9.                               | 19 november 2022              | Zweden – Algerije             | 2 – 0                         | Vriendschappelijk             | -                             |                               |
| 10.                              | 23 maart 2023                 | Algerije – Niger              | 2 – 1                         | Kwalificatie Afrika Cup 2023  | -                             |                               |
| 11.                              | 27 maart 2023                 | Niger – Algerije              | 0 – 1                         | Kwalificatie Afrika Cup 2023  | -                             |                               |
| 12.                              | 18 juni 2023                  | Oeganda – Algerije            | 1 – 2                         | Kwalificatie Afrika Cup 2023  | 42' 66'                       |                               |
| 13.                              | 20 juni 2023                  | Algerije – Tunesië            | 1 – 1                         | Vriendschappelijk             | -                             |                               |
| Als speler bij Union Sint-Gillis |                               |                               |                               |                               |                               |                               |
| 14.                              | 7 september 2023              | Algerije – Tanzania           | 0 – 0                         | Kwalificatie Afrika Cup 2023  | -                             |                               |
| 15.                              | 12 september 2023             | Senegal – Algerije            | 0 – 1                         | Vriendschappelijk             | -                             |                               |
| 16.                              | 12 oktober 2023               | Algerije – Kaapverdië         | 5 – 1                         | Vriendschappelijk             | 12'                           |                               |
| 17.                              | 16 oktober 2023               | Egypte – Algerije             | 1 – 1                         | Vriendschappelijk             | -                             |                               |
| Totaal                           | Totaal                        | Totaal                        | Totaal                        | Totaal                        | 5                             |                               |

Bijgewerkt tot 8 november 2023

## Erelijst
| Competitie             |           |           |           |           |
| Competitie             | Aantal    | Jaren     |           |           |
| FC Lugano              | FC Lugano | FC Lugano | FC Lugano | FC Lugano |
| ---------------------- | --------- | --------- | --------- | --------- |
| Zwitserse voetbalbeker | 1×        | 2021/22   |           |           |
| Union Sint-Gillis      |           |           |           |           |
| Beker van België       | 1×        | 2023/24   |           |           |